# Mashup (muzyka)
Mashup albo blend (także mash up lub mash-up) – umiejętne połączenie ze sobą dwóch (lub więcej) piosenek w celu osiągnięcia nowej, spójnej kompozycji. Ich autorzy wykorzystują zazwyczaj różne gatunki muzyki, studyjne produkcje.
- Blend – połączenie rapowej a cappelli z muzyką instrumentalną; zazwyczaj nie wymaga dopasowania tonacji; często tworzone „na żywo” w setach DJ-ów hip-hopowych
- Cut and paste mix – połączenie wielu krótkich fragmentów w celu zbudowania studyjnego, najczęściej krótkiego mixu (nazywanego też „Mini Mixem”);
- Lekcja – krótki mix opierający się głównie na fragmentach perkusyjnych (zsamplowanych z płyt analogowych);
- Cut-up – tzw. „wycinanka”; ich autorzy manipulują częściami jednej piosenki lub słowami mówionymi (z wywiadów, wystąpień publicznych), nadając im nowy, ironiczny charakter; polegają zazwyczaj na tworzeniu fałszywych, zabawnych wypowiedzi
- Glitch – charakterystyczne przetwarzanie danej piosenki; polega zazwyczaj na przesterowaniu, odwracaniu lub szybkim powtarzaniu bardzo krótkich fragmentów struktury nagrania, nadając mu nowy, dynamiczny charakter